# Травалла
37°26′12″ пд. ш. 143°28′09″ сх. д. / 37.43667° пд. ш. 143.46917° сх. д.

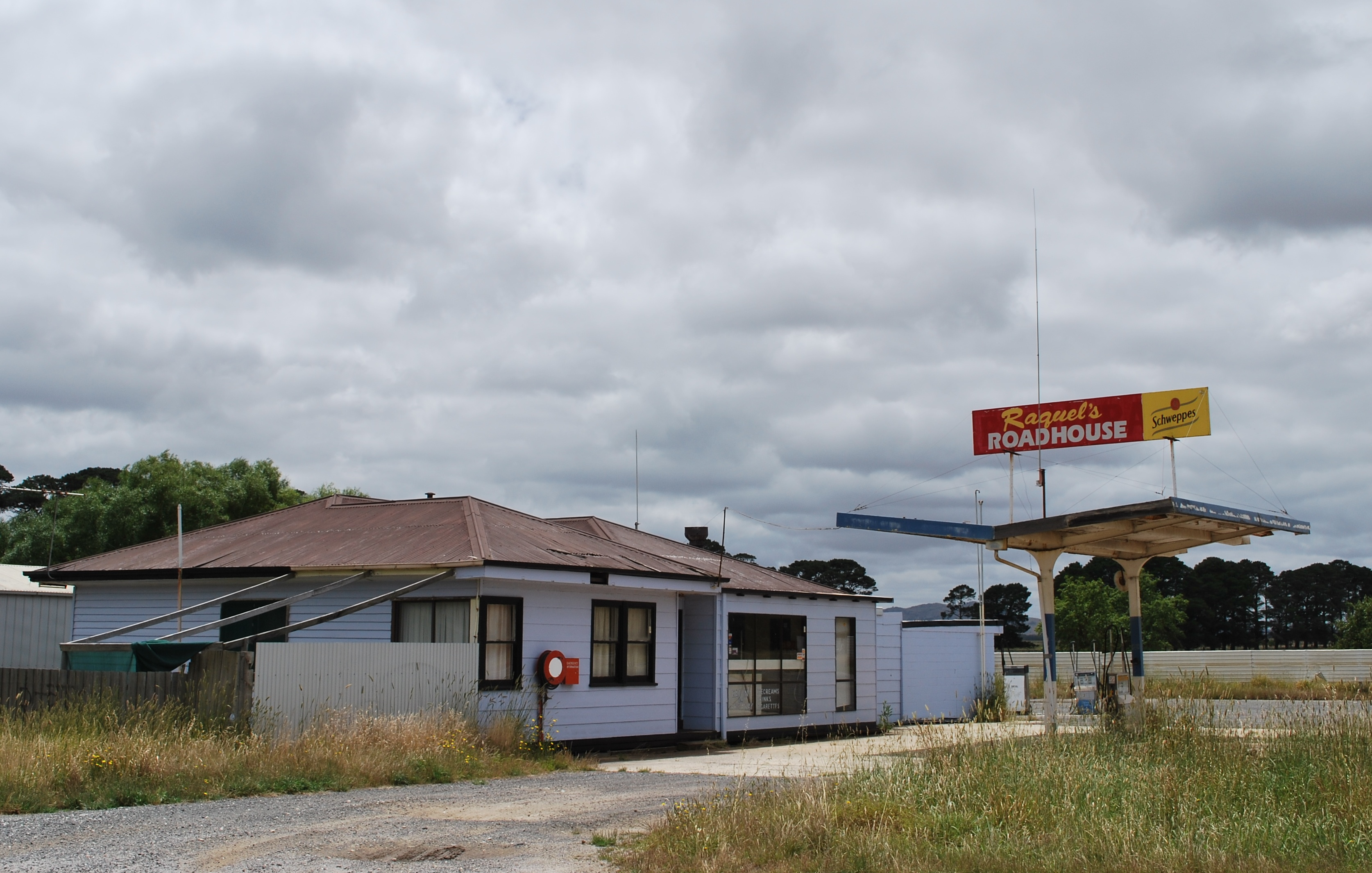

Травалла (англ. Trawalla) — містечко у західній частині австралійського штату Вікторія, розташоване на Західному шосе, за 41 км на захід від Балларату та за 154 км на захід від Мельбурну. У 2006 під час перепису населення було зафіксовано кількість населення Травалли та оточуючих селищ у 224 чоловіки. 
Травалла розташована біля витоку струмка гори Страуса Ему, де він перетинає Західне шосе. 
У 1836 район було досліджено Сером Томасом Мітчеллом. Перші європейські поселенці, що прибули сюди, були фермери, брати Керкленд і Гамільтон, які почали розводити овець та крупну рогату худобу. Залізничну станцію Травалла було споруджено Гамільтоном у 1838 і придбано Адольфом Голдсмітом три роки по тому. Після проходження через декілька рук станція стала власністю контр-адмірала Бріджеса у 1887. 
Поштове відділення у Траваллі було відкрито 3 грудня 1864. 
У 1917 значна частина статків Травалли була придбана урядом Співдружності для здійснення військової реформи. 
Травалла – місце народження дев’ятого Прем’єр-міністра Австралії Джеймса Скалліна. Близько від місця, де жив Скаллін, нині знаходиться меморіальна споруда з каміння.
| Австралія | Це незавершена стаття з географії Австралії. Ви можете допомогти проєкту, виправивши або дописавши її. |